# عمر فرج
عمر فرج (عربی: عمر فرج، آوانگاری: 'Omar Faraj؛ زادهٔ ۹ مارس ۲۰۰۲) بازیکن فوتبال اهل سوئد است که در پست مهاجم برای باشگاه آال‌کی در لیگ برتر فوتبال سوئد بازی می‌کند.
وی همچنین در تیم‌های ملی فوتبال زیر ۲۱ سال سوئد و سوئد بازی کرده است.